# Helleia arvernica
Helleia arvernica är en fjärilsart som beskrevs av Georges Bernardi och De Lesse 1952. Helleia arvernica ingår i släktet Helleia och familjen juvelvingar. Inga underarter finns listade i Catalogue of Life.